# Lista dos deputados federais do Rio Grande do Sul - 54ª legislatura (2011 — 2015)
Lista dos deputados federais do Rio Grande do Sul - 54ª legislatura (2011 — 2015). Assumiram em 1 de fevereiro de 2011.
| Nº | Nome                        | Partido                                            | Votos nominais |
| -- | --------------------------- | -------------------------------------------------- | -------------- |
| 1  | Manuela d'Ávila             | Partido Comunista do Brasil (PCdoB)                | 482.590        |
| 2  | Beto Albuquerque            | Partido Socialista Brasileiro (PSB)                | 200.476        |
| 3  | Luis Carlos Heinze          | Partido Progressista (PP)                          | 180.403        |
| 4  | Danrlei                     | Partido Social Democrático (PSD)                   | 173.787        |
| 5  | Paulo Pimenta               | Partido dos Trabalhadores (PT)                     | 153.072        |
| 6  | Maria do Rosário            | Partido dos Trabalhadores (PT)                     | 143.128        |
| 7  | Henrique Fontana            | Partido dos Trabalhadores (PT)                     | 131.510        |
| 8  | Osmar Terra                 | Partido do Movimento Democrático Brasileiro (PMDB) | 130.669        |
| 9  | Vilson Luís Covatti         | Partido Progressista (PP)                          | 125.051        |
| 10 | Marco Maia                  | Partido dos Trabalhadores (PT)                     | 122.134        |
| 11 | Pepe Vargas                 | Partido dos Trabalhadores (PT)                     | 120.707        |
| 12 | Darcisio Paulo Perondi      | Partido do Movimento Democrático Brasileiro (PMDB) | 112.214        |
| 13 | Giovani Cherini             | Partido Democrático Trabalhista (PDT)              | 111.373        |
| 14 | José Otávio Germano         | Partido Progressista (PP)                          | 110.788        |
| 15 | Mendes Ribeiro Filho        | Partido do Movimento Democrático Brasileiro (PMDB) | 109.775        |
| 16 | Renato Delmar Molling       | Partido Progressista (PP)                          | 104.175        |
| 17 | Dionilso Mateus Marcon      | Partido dos Trabalhadores (PT)                     | 100.553        |
| 18 | Ronaldo Zülke               | Partido dos Trabalhadores (PT)                     | 100.082        |
| 19 | José Affonso Ebert Hamm     | Partido Progressista (PP)                          | 98.419         |
| 20 | Sérgio Moraes               | Partido Trabalhista Brasileiro (PTB)               | 97.752         |
| 21 | Nelson Marchezan Júnior     | Partido da Social Democracia Brasileira (PSDB)     | 92.394         |
| 22 | Enio Egon Bergmann Bacci    | Partido Democrático Trabalhista (PDT)              | 92.116         |
| 23 | Elvino Bohn Gass            | Partido dos Trabalhadores (PT)                     | 90.096         |
| 24 | Luiz Carlos Ghiorzzi Busato | Partido Trabalhista Brasileiro (PTB)               | 85.832         |
| 25 | Jerônimo Goergen            | Partido Progressista (PP)                          | 85.094         |
| 26 | Onyx Lorenzoni              | Democratas (DEM)                                   | 84.696         |
| 27 | Alceu Moreira               | Partido do Movimento Democrático Brasileiro (PMDB) | 81.071         |
| 28 | Vieira da Cunha             | Partido Democrático Trabalhista (PDT)              | 76.818         |
| 29 | Assis Melo                  | Partido Comunista do Brasil (PCdoB)                | 47.141         |
| 30 | José Luiz Stedile           | Partido Socialista Brasileiro (PSB)                | 41.401         |
| 31 | Alexandre Roso              | Partido Socialista Brasileiro (PSB)                | 28.236         |